# Anton Miller
Anton Miller (* 25. August 1899 in Augsburg; † 26. Juni 1988 ebenda) war ein deutscher Unternehmer und Politiker (CDU, CSU).

## Leben und Beruf
Miller, Sohn eines Bauern, arbeitete nach dem Besuch der Volksschule zunächst in der Landwirtschaft, war dann zeitweilig Waldarbeiter, Bauhilfsarbeiter und Metallhilfsarbeiter. Von Ende 1916 bis 1918 nahm er als Soldat am Ersten Weltkrieg teil und geriet im Sommer 1918 in Kriegsgefangenschaft, aus der er Ende 1919 entlassen wurde. 1920/21 ging er auf die Landwirtschaftsschule. Anschließend war er als Angestellter bei einem landwirtschaftlichen Verband tätig. Nach dem Besuch der Handelsschule 1924/25 gründete er als selbständiger Industriekaufmann eine eigene Firma der Chemiebranche, die er von 1930 bis 1939 um Auslandsniederlassungen in Österreich, Frankreich und England erweiterte. 1945 wurde seine Firma bei einem Fliegerangriff vollständig zerstört.
Noch vor Ende des Zweiten Weltkriegs begann Miller am 20. April 1945 mit dem Wiederaufbau seines Betriebes in Halle (Saale). Er siedelte 1949 aus politischen und wirtschaftlichen Gründen von der SBZ nach Westdeutschland über und ließ sich in Ingolstadt nieder. Hier war er erneut als Industriekaufmann tätig.

## Partei
Miller trat im Sommer 1945 in die CDU ein und war Vorsitzender des Wohnungs- und Siedlungsausschusses im Landesverband der CDU Sachsen-Anhalt. Nach seiner Übersiedlung schloss er sich 1949 der CSU an, in der er die Funktion als Landesobmann des Arbeitskreises der Sowjetzonenflüchtlinge bekleidete.

## Abgeordneter
Miller war von 1946 bis zu seiner Mandatsniederlegung am 15. August 1949 Mitglied des Sachsen-Anhaltischen Landtages. Hier war er seit 1946 stellvertretender Vorsitzender und von 1947 bis 1949 dann Vorsitzender der CDU-Fraktion. 1948/49 amtierte er als Vizepräsident des Landtages. Ab März 1948 war er Mitglied des 1. Volksrates der SBZ. Dem Deutschen Bundestag gehörte er von 1953 bis 1957 an. Er war über die Landesliste Bayern ins Parlament eingezogen.